# CD Projekt
CD Projekt S.A. (1988–2011 Optimus S.A., 2011–2012 CD Projekt RED S.A.) ist ein polnischer Entwickler und Publisher von Computerspielen für den internationalen Markt, darunter die international erfolgreiche Computer-Rollenspielserie The Witcher. Das Unternehmen betreibt auch die Distributionsplattform GOG.com und unterhält unter der internen Bezeichnung „CD Projekt Red“ eigene Entwicklerteams in Warschau, Krakau, Breslau und Vancouver. Es ist das zweite Unternehmen dieses Namens. Die ursprüngliche Firmenbezeichnung lautete Optimus S.A. und operierte zunächst als reiner IT-Dienstleister. Erst durch einen Reverse Takeover der alten CD Projekt RED Sp. z o.o. im Jahr 2009 übernahm das Unternehmen das heutige Geschäftsfeld und schließlich auch den Namen. Die Distributionsgeschäfte in Polen wurden auf eine neu gegründete Tochtergesellschaft unter der Firmenbezeichnung cdp.pl ausgegliedert.

## Geschichte

### 1988–2009: Beginn als IT-Dienstleister
Das Unternehmen wurde im Dezember 1988 in Nowy Sącz unter dem Namen Optimus gegründet und nach den Wirtschaftsreformen in Polen im Zuge des Systemwechsels von 1989 als Aktiengesellschaft registriert. Die Optimus S.A. agierte zunächst als reiner IT-Dienstleister für gewerbliche Kunden und betrieb ab 1996 die eigens gegründete Onlineplattform Optimus.net, die unter dem späteren Namen Onet.pl zur beliebtesten Onlineplattform Polens heranwuchs und 2001 an die polnische Mediengruppe ITI verkauft wurde. 2006 zog das Unternehmen von Nowy Sącz nach Warschau um.

### 2009–2012: Übernahme von CD Projekt
Nachdem der polnische Spieleentwickler und -publisher CD Projekt RED Sp. z o.o. 2009 in schwere finanzielle Probleme geraten war, unterzeichnete die Optimus S.A. eine Absichtserklärung über die Übernahme des angeschlagenen Unternehmens. Dabei erwarben gleichzeitig die bisherigen Inhaber von CD Projekt RED Sp. z o.o. 50 Prozent an der Optimus S.A. und behielten so die Kontrolle über das neue Gesamtunternehmen. Dieser sogenannte Reverse Takeover im Oktober 2009 ermöglichte CD Projekt damit auch den Börsengang. Am 25. Juli 2011 änderte die Optimus S.A. ihren Firmennamen in CD Projekt RED S.A. und fusionierte im Oktober mit seinem gleichnamigen Tochterunternehmen, dem Entwicklerstudio CD Projekt RED Sp. z o.o., das bislang als haftungsbeschränkte Gesellschaft geführt wurde. Am 21. September 2012 gab die neue CD Projekt RED S.A. bekannt, ihre Distributionsgeschäfte in Polen künftig unter der Firmenbezeichnung cdp.pl führen zu wollen und gründete hierzu unter dem Firmennamen cdp.pl Sp. z o.o. eine eigene Tochtergesellschaft. Gleichzeitig erschien unter dieser URL eine Verkaufsplattform für Spiele.
Im November 2012 beschloss die Aktionärsversammlung die Umbenennung des Mutterunternehmens in CD Projekt S.A.

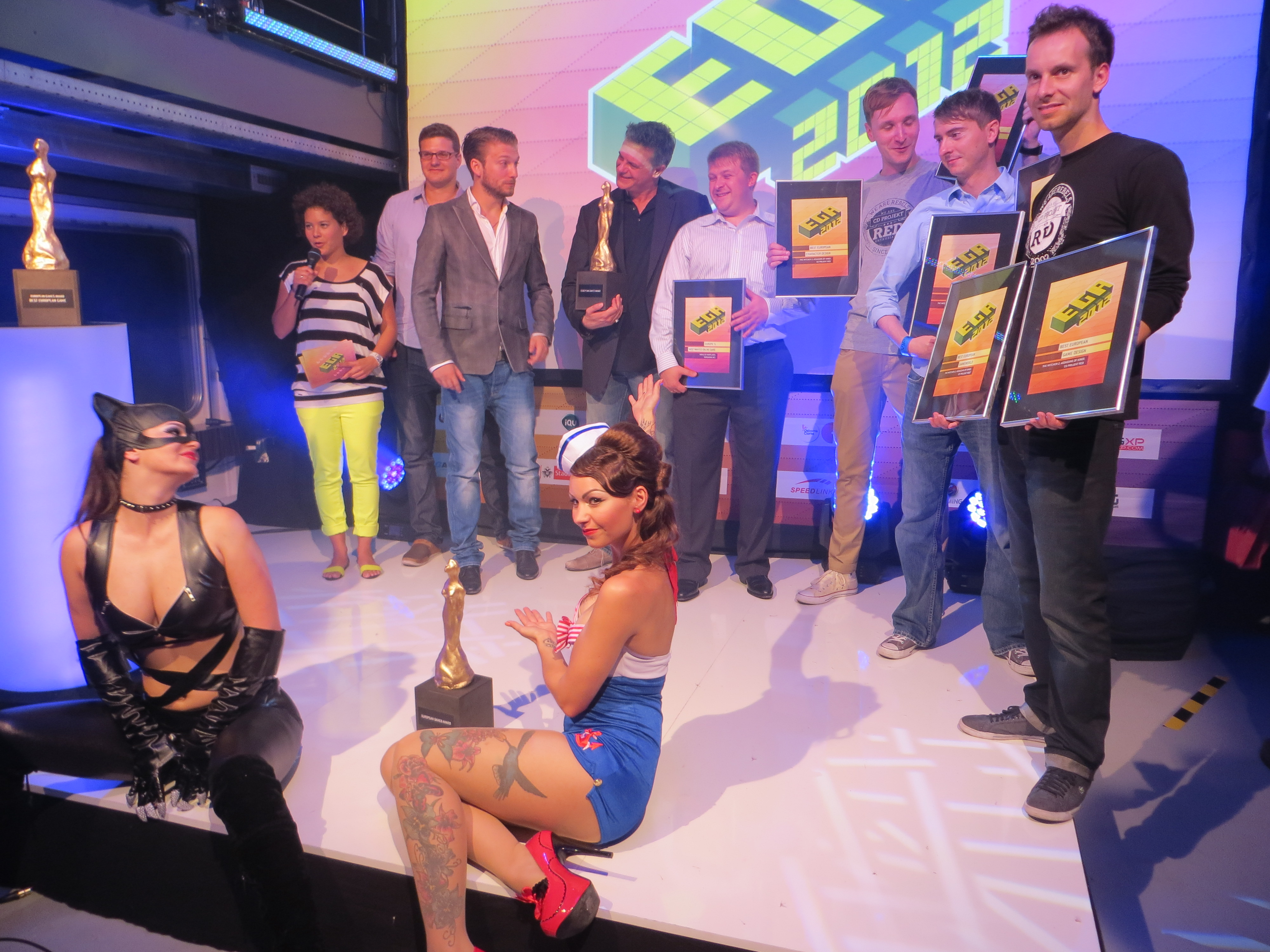
CD Projekt beim European Games Award in Köln

### Entwicklung ab 2013
2013 verkaufte CD Projekt die Rechte am Firmennamen Optimus an das polnische Unternehmen AB S.A., das unter diesem Namen einen neuen IT-Dienstleister ins Leben rief. 2014 übernahmen führende Manager von cdp.pl einen Mehrheitsanteil an ihrem Unternehmen, was die Beteiligung des Mutterunternehmens CD Projekt S.A. auf 8,29 % reduzierte. CD Projekt gab an, sich auf die Entwicklung und globale Vermarktung von Computerspielen konzentrieren zu wollen. Das Unternehmen cdp.pl wolle sich dagegen ausschließlich auf seinen Kernmarkt im polnischen Inland konzentrieren.
Der Release und die herausragenden Kritiken von The Witcher 3: Wild Hunt im Jahr 2015 sorgten für einen deutlichen Anstieg des Börsenwerts von CD Projekt. Laut einem Bericht von Bloomberg Ende 2019 sei der Börsenwert des Unternehmens in den letzten zehn Jahren um ganze 21.000 % gestiegen. Ein solcher Anstieg sei bisher keinem anderen Unternehmen des Index STOXX Europe 600 gelungen. Anfang 2020 lag der Wert des polnischen Unternehmens bei fast 7 Milliarden US-Dollar. Ende Mai 2020 wurde CD Projekt nach Börsen-Kapitalisierung (über 38 Milliarden Złoty, damit über 9 Milliarden US-Dollar) noch vor Ubisoft das wertvollste Unternehmen Europas aus der Spielebranche.

### Veröffentlichung von Cyberpunk 2077
Die Veröffentlichung des Spiels Cyberpunk 2077 am 10. Dezember 2020 wurde, trotz zunächst sehr positiver Kritiken, überschattet von technischen Problemen und Programmfehlern. Für Forbes kommentierte David Dawkins: „Das Spiel schaffte es nicht, dem Hype gerecht zu werden“ („The Game Failed To Live Up To Its Hype“). Der Standard bezeichnete die Veröffentlichung als „Image-schädigendes Desaster für das Unternehmen“. Im Zuge der negativen Berichterstattung sank der Wert einer Aktie von CD Project Red innerhalb weniger Tage um über 41 %. Die New York Times zitiert Berichte von ehemaligen Mitarbeitern von CD Project auf der Plattform Glassdoor, die von „Chaos hinter den Kulissen“ („chaos behind the scenes“) berichten:

“Office rumors spreading on Discord servers, misleading deadlines set by managers, infighting among the company’s top brass, and incompetence and poor planning leading to unnecessary “crunch,” a term for overworking employees to produce games under a tight deadline. Longtime engineering staff left the company as a result of overwork. “The owners treat the company as a machine to earn money, and do not see employees as people but more like data in the table,” one former employee wrote on the site.”

„Bürogerüchte, die sich auf Discord-Servern verbreiten, irreführende von Managern gesetzte Fristen, Streitigkeiten unter den Führungskräften des Unternehmens sowie Inkompetenz und schlechte Planung, die zu unnötigem „Crunch“ führen, ein Begriff für die Überlastung von Mitarbeitern, Spiele unter starkem Zeitdruck zu produzieren. Langjährige Mitarbeiter verließen die Firma als Folge der Überlastung. „Die Eigentümer behandeln die Firma als eine Maschine zum Geldverdienen und sehen die Mitarbeiter nicht als Menschen, sondern eher als Daten in der Tabelle“, schrieb ein ehemaliger Mitarbeiter auf der Seite.“

In Kooperation mit dem japanischen Animationsstudio Trigger veröffentlichte CD Projekt 2022 den Original Net Anime Cyberpunk: Edgerunners. Infolgedessen stiegen sowohl die Verkaufs- sowie Nutzerzahlen von Cyberpunk 2077 stark an.

## Spiele (veröffentlicht oder in Entwicklung)
| Jahr | Name                                       | Plattform(en)                                                            | Engine                                          | Entwickler                                           | Anmerkungen                                                           |
| ---- | ------------------------------------------ | ------------------------------------------------------------------------ | ----------------------------------------------- | ---------------------------------------------------- | --------------------------------------------------------------------- |
| 2007 | The Witcher                                | Windows, OS X                                                            | Aurora Engine                                   | CD Projekt Red                                       |                                                                       |
| 2011 | The Witcher 2: Assassins of Kings          | Windows, OS X, Linux, Xbox 360                                           | REDengine REDengine 2                           | CD Projekt Red                                       |                                                                       |
| 2014 | The Witcher Adventure Game                 | Windows, OS X, iOS, Android                                              | N/A                                             | CD Projekt Red                                       |                                                                       |
| 2015 | The Witcher Battle Arena                   | iOS, Android                                                             | Unity                                           | CD Projekt Red                                       |                                                                       |
| 2015 | The Witcher 3: Wild Hunt                   | Windows, PlayStation 4, Xbox One, Nintendo Switch                        | REDengine 3                                     | CD Projekt Red                                       |                                                                       |
| 2015 | The Witcher 3: Wild Hunt – Hearts of Stone | Windows, PlayStation 4, Xbox One, Nintendo Switch                        | REDengine 3                                     | CD Projekt Red                                       | Erweiterungspaket für The Witcher 3                                   |
| 2016 | The Witcher 3: Wild Hunt – Blood and Wine  | Windows, PlayStation 4, Xbox One, Nintendo Switch                        | REDengine 3                                     | CD Projekt Red                                       | Erweiterungspaket für The Witcher 3                                   |
| 2018 | Gwent: The Witcher Card Game               | Windows, PlayStation 4, Xbox One, iOS, Android                           | Unity                                           | CD Projekt Red                                       |                                                                       |
| 2018 | Thronebreaker: The Witcher Tales           | Windows, PlayStation 4, Xbox One, Nintendo Switch                        | Unity                                           | CD Projekt Red                                       |                                                                       |
| 2020 | Cyberpunk 2077                             | Windows, PlayStation 5, Xbox Series X/S, PlayStation 4, Xbox One, Stadia | REDengine 4                                     | CD Projekt Red                                       |                                                                       |
| 2021 | The Witcher: Monster Slayer                | Android, iOS                                                             |                                                 | Spokko                                               |                                                                       |
| 2023 | Cyberpunk 2077: Phantom Liberty            | Windows, PlayStation 5, Xbox Series X/S                                  | REDengine 4                                     | CD Projekt Red                                       | Erweiterungspaket für Cyberpunk 2077                                  |
| TBA  | The Witcher Remake                         | N. N.                                                                    | Unreal Engine 5                                 | Fool’s Theory                                        | Remake von The Witcher (2007)                                         |
| TBA  | The Witcher IV                             | N. N.                                                                    | Unreal Engine 5                                 | CD Projekt Red                                       | Erstes Spiel einer neuen Trilogie im The Witcher-Universum            |
| TBA  | Project Hadar                              | N. N.                                                                    |                                                 | CD Projekt Red                                       | Erste Spiel von CD Projekt, das nicht auf einer fremden Marke basiert |
| TBA  | Project Sirius                             | N. N.                                                                    | The Molasses Flood CD Projekt Red North America | Neues Spiel im The Witcher-Universum mit Multiplayer |                                                                       |
| TBA  | Project Orion                              | N. N.                                                                    | CD Projekt Red North America                    | Nachfolger zu Cyberpunk 2077                         |                                                                       |